# Phương trình kế toán
Phương trình kế toán cơ bản, còn được gọi là phương trình bảng cân đối kế toán, thể hiện mối quan hệ giữa tài sản, nợ phải trả và vốn chủ sở hữu của một cá nhân hoặc doanh nghiệp. Nó là nền tảng cho hệ thống sổ sách kế toán kép. Đối với mỗi giao dịch, tổng số tiền ghi nợ bằng tổng số tín dụng. Nó có thể được diễn đạt như sau:
{\displaystyle {\text{Tài sản}}={\text{Nợ phải trả}}+{\text{Vốn chủ sở hữu}}} 
{\displaystyle A=L+E}
{\displaystyle {\text{Tài sản}}={\text{Vốn cổ đông}}+{\text{Nợ phải trả}}} 
{\displaystyle a=oe+l}
Trong một công ty, vốn đại diện vốn sở hữu của các cổ đông. Vì mọi giao dịch kinh doanh ảnh hưởng đến ít nhất hai tài khoản của một công ty nên phương trình kế toán sẽ luôn ở trạng thái "cân bằng", nghĩa là giá trị phần bên trái luôn bằng phần bên phải. Do đó, tài khoản kế toán về cơ bản cho thấy rằng những gì công ty sở hữu (tài sản của nó) đã được mua bằng vốn chủ sở hữu hoặc nợ phải trả. Có nghĩa là, với các khoản tiền từ các khoản nợ cộng với các khoản tiền được đầu tư bởi các cổ đông.

Công thức có thể được viết:
Tài sản - Nợ phải trả = (Vốn cổ đông hoặc Vốn chủ sở hữu)
Công thức trên cho thấy vốn chủ sở hữu bằng tài sản (tài sản) trừ đi các khoản nợ (nợ phải trả). Vì trong tập đoàn chủ sở hữu là cổ đông nên vốn chủ sở hữu được gọi là vốn chủ sở hữu của cổ đông. Mọi giao dịch kế toán đều ảnh hưởng đến ít nhất một yếu tố của phương trình, nhưng phương trình luôn đạt trạng thái cân bằng. Các giao dịch đơn giản bao gồm:
| Giao dịch | Tài sản  | Nợ phải trả | Vốn chủ sở hữu | Giải thích |
| --------- | -------- | ----------- | -------------- | --- |
| 1         | + 6,000  |             | + 6,000        | Phát hành cổ phiếu lấy tiền mặt hoặc tài sản khác                                                                         |
| 2         | + 10,000 | + 10,000    |                | Mua tài sản bằng cách vay tiền (vay ngân hàng hoặc vay tín dụng)                                                          |
| 3         | - 900    | - 900       |                | Bán tài sản lấy tiền mặt để thanh toán nợ phải trả: cả tài sản và nợ phải trả đều giảm                                    |
| 4         | + 1,000  | + 400       | + 600          | Mua tài sản bằng cách chi trả bằng tiền của cổ đông (600) và vay tiền (400)                                               |
| 5         | + 700    |             | + 700          | Doanh thu |
| 6         | - 200    |             | - 200          | Thanh toán chi phí (ví dụ: tiền thuê nhà, phí chuyên môn) hoặc cổ tức                                                     |
| 7         |          | + 100       | - 100          | Ghi lại chi phí, nhưng không thanh toán chúng vào ngay lập tức                                                            |
| 8         | − 500    | − 500       |                | Trả nợ |
| 9         | 0        | 0           | 0              | Nhận tiền mặt khi bán một tài sản: một tài sản này được đổi lấy một tài sản khác; không thay đổi tài sản hoặc nợ phải trả |

Đây là một số ví dụ đơn giản, các giao dịch phức tạp hơn đều tương tự như giao dịch trên. Phương trình này đứng sau các khoản ghi nợ, tín dụng và các mục bút toán.

Phương trình này là một phần của mô hình phân tích giao dịch, nó có thể được hiểu rằng:
Vốn chủ sở hữu = Vốn góp + Thu nhập được giữ lại
Thu nhập được giữ lại = Thu nhập ròng - Cổ tức
và:
Thu nhập ròng = Doanh thu - Chi phí
Phương trình kết quả từ việc thực hiện các thay thế này trong phương trình kế toán có thể được gọi là phương trình kế toán mở rộng vì nó dẫn đến sự phân tích thành phần vốn chủ sở hữu của phương trình. 
Tài sản = Nợ phải trả + Vốn góp + Doanh thu - Chi phí - Cổ tức